# Grinsdale
Grinsdale är en ort i civil parish Beaumont, i grevskapet Cumbria i England. Orten är belägen 3 km från Carlisle. Grinsdale var en civil parish fram till 1934 när blev den en del av Beaumont. Parish hade 161 invånare år 1931.